# Sofía Brambilla
Sofía Brambilla (Buenos Aires, Argentina; 16 de marzo de 1980) es una política argentina de Propuesta Republicana. Es Diputada de la Nación Argentina por Corrientes desde 2021.

## Biografía
Brambilla es licenciada en Ciencias Políticas de la Universidad de Buenos Aires. Ella fue directora ejecutiva de las fundaciones Agrupar y María de Belén, y Presidenta de la Alianza Nea.
Fue electa Diputada de la Nación Argentina por Corrientes en las Elecciones legislativas de 2017 y reelecta en 2021.

## Historial electoral
|  | 55,43 % |

|  | 58,73 % |